# 미얀마 중앙은행
미얀마 중앙은행(버마어: မြန်မာနိုင်ငံတော်ဗဟိုဘဏ်)은 미얀마의 중앙은행이다.

## 조직
본사는 네피도에 있으며, 양곤과 만달레이에 지점을 두고 있다. 총독은 쩌 쩌 마웅이며, 부총독은 소민, 소떼인, 보보아웅(모함메드 아라리프), 보보응이다. 미얀마 중앙은행은 2013년 미얀마 연방의회가 제정한 미얀마 중앙은행법에 의해 자율적이고 독립적인 규제기구가 되었다.

## 역사
미얀마 중앙은행은 1947년 4월 3일 버마 연방은행법에 의해 1948년 4월 3일 버마 연방은행으로 설립되었으며 인도 준비은행의 양곤 지점의 기능을 인계받았다. 버마 연합은행은 상인 도로와 술레 파고다 도로의 모퉁이에 개설되어 화폐 발행의 유일한 권리를 가지고 있었다.

## 같이 보기
- 미얀마 짯